# Sibianor
Sibianor is een geslacht van spinnen uit de familie springspinnen (Salticidae).

## Soorten
De volgende soorten zijn bij het geslacht ingedeeld:
- Sibianor aemulus (Gertsch, 1934)
- Sibianor anansii Logunov, 2009
- Sibianor annae Logunov, 2001
- Sibianor aurocinctus (Ohlert, 1865)
- Sibianor caucasicus Logunov, 2024
- Sibianor japonicus (Logunov, Ikeda & Ono, 1997)
- Sibianor kenyaensis Logunov, 2001
- Sibianor kochiensis (Bohdanowicz & Prószyński, 1987)
- Sibianor larae Logunov, 2001
- Sibianor latens (Logunov, 1991)
- Sibianor nigriculus (Logunov & Wesołowska, 1992)
- Sibianor proszynski (Zhu & Song, 2001)
- Sibianor pullus (Bösenberg & Strand, 1906)
- Sibianor stepposus (Logunov, 1991)
- Sibianor tantulus (Simon, 1868)
- Sibianor turkestanicus Logunov, 2001
- Sibianor victoriae Logunov, 2001